# Ільма (притока Свічі)
Ільма — річка в Україні, у Долинському районі Івано-Франківської області, права притока Свічі (басейн Дністра).

## Опис
Довжина річки приблизно 8 км. Формується з багатьох безіменних струмків.

## Розташування
Бере початок на північному заході від гірської вершини Ґорґан Ілемський. Тече переважно на північний захід і на північному сході від Мислівки впадає у річку Свічу, праву притоку Дністра.